# Narodowy Dzień Pamięci Duchownych Niezłomnych

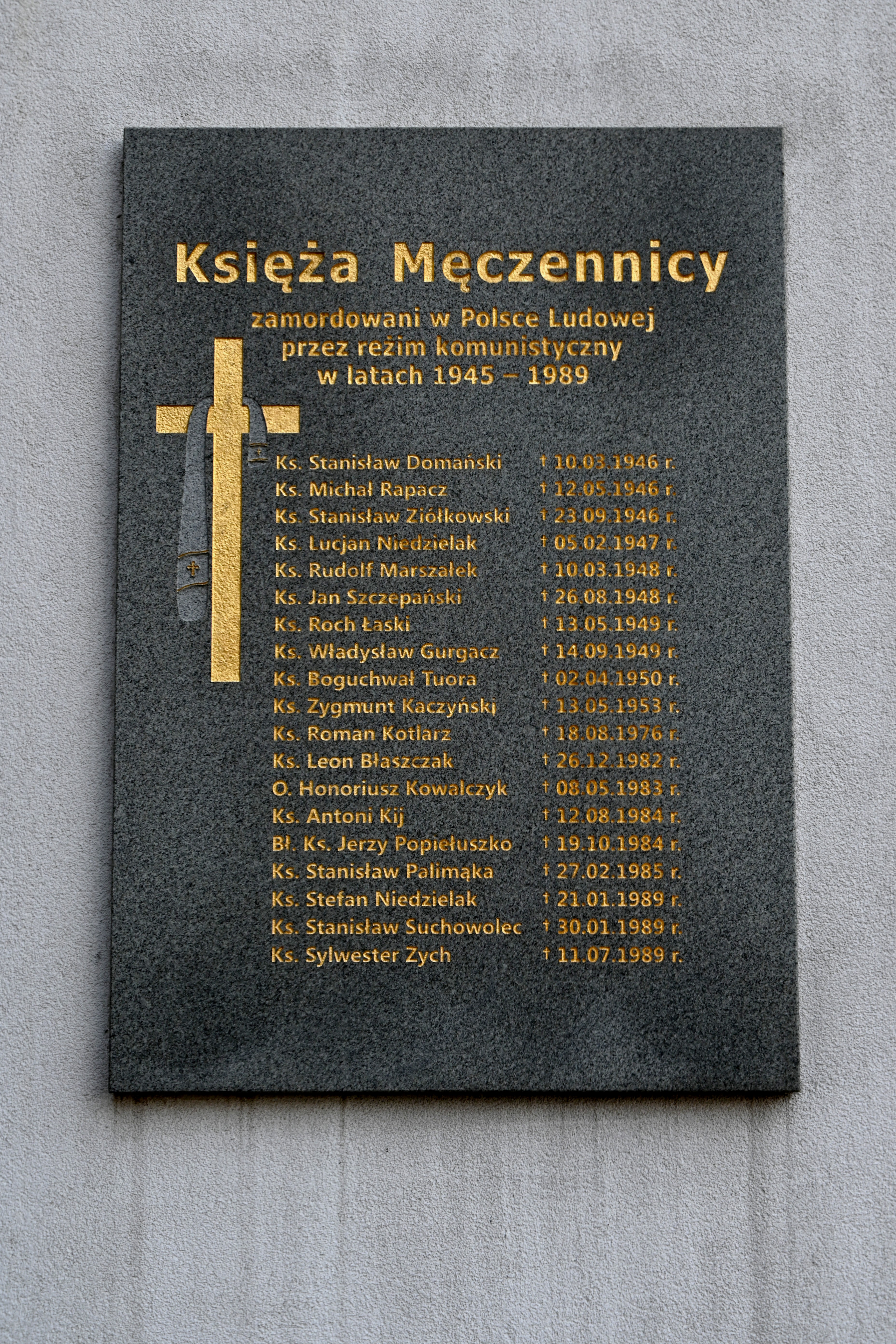
Tablica upamiętniająca księży zamordowanych w Polsce Ludowej, umieszczona przy wejściu do Sanktuarium Matki Bożej Królowej Polskich Męczenników w Warszawie

Narodowy Dzień Pamięci Duchownych Niezłomnych – polskie święto państwowe uchwalone w 2018, obchodzone corocznie 19 października. 
Święto zostało uchwalone ustawą z dnia 4 października 2018 r. o ustanowieniu Narodowego Dnia Pamięci Duchownych Niezłomnych

w hołdzie Duchownym Niezłomnym – bohaterom, niezłomnym obrońcom wiary i niepodległej Polski.

Święto nie jest dniem wolnym od pracy. 
Święto obchodzone jest w rocznicę zamordowania ks. Jerzego Popiełuszki przez funkcjonariuszy Służby Bezpieczeństwa.